# 京極高文
京極 高文（きょうごく たかふみ）は、讃岐多度津藩の第3代藩主。多度津藩京極家3代。

## 人物
宝暦3年（1753年）6月20日、第2代藩主・京極高慶の六男として江戸屋敷で生まれる。宝暦6年（1756年）に父が死去したため、家督を継いだが、幼少のために京極主殿の補佐を受けた。明和6年（1769年）12月18日に従五位下・壱岐守に叙位・任官する。
寛政4年（1792年）9月に駿府加番に任じられる。寛政8年（1796年）7月5日、家督を長男・高賢に譲って隠居する。3ヵ月後の10月14日、江戸麻布の鳥居坂屋敷で死去した。享年44。